# تاريخ مرسيليا

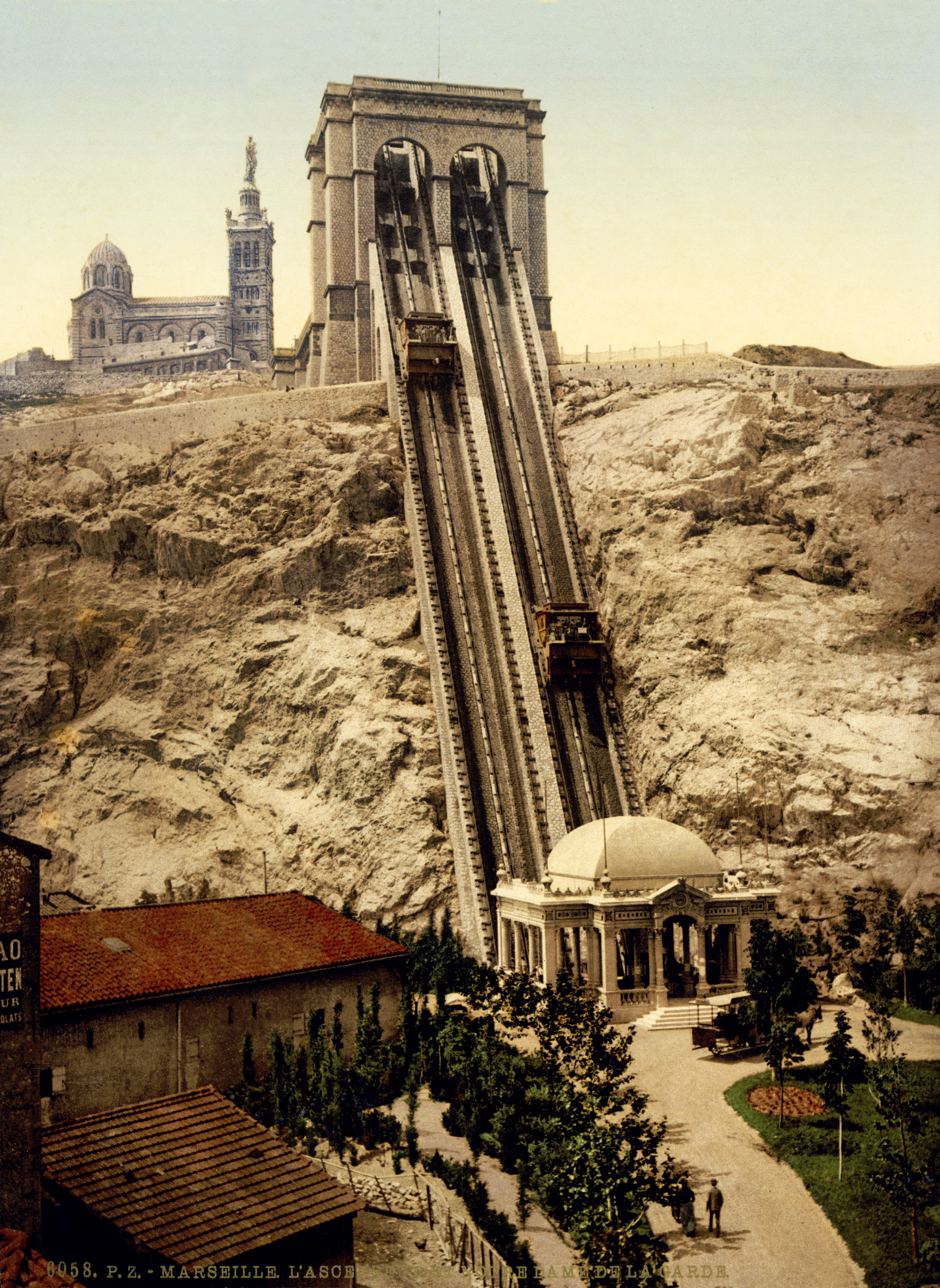
السكه الحديد في مرسيليا فرنسا

تأسست، مرسيليا (مارساي)، فرنسا، نحو عام 600 قبل الميلاد كمستعمرة يونانية في ماسليا وسكنها اليونانيون من فوسيا (فوتشا الحديثة، تركيا). أصبحت بوليس (مدينة) يونانية بارزة في المنطقة التي هُلينت (فرضت فيها الثقافة اليونانية) في جنوب بلاد الغال. تحالفت دولة المدينة مع الجمهورية الرومانية ضد قرطاج خلال الحرب البونيقية الثانية (218-201 قبل الميلاد)، واحتفظت باستقلالها وإمبراطوريتها التجارية في جميع أنحاء غرب البحر الأبيض المتوسط حتى مع توسع روما في أوروبا الغربية وشمال إفريقيا. ومع ذلك، فقدت المدينة استقلالها بعد الحصار الروماني لماسليا في عام 49 قبل الميلاد، خلال حرب قيصر الأهلية، إذ وقفت ماساليا إلى جانب الفريق المنفي خلال الحرب مع يوليوس قيصر.
استمرت مرسيليا بالازدهار كمدينة رومانية، وأصبحت مركزًا مبكرًا للمسيحية خلال الإمبراطورية الرومانية الغربية. حافظت المدينة على موقعها كمركز تجاري بحري رئيسي حتى بعد الاستيلاء عليها من قبل القوط الغربيين في القرن الخامس الميلادي، على الرغم من أن المدينة تدهورت بعد عمليات نهب عام 739 م من قبل قوات شارل مارتيل. وأصبحت جزءًا من مقاطعة بروفنس خلال القرن العاشر الميلادي، على الرغم من تراجع ازدهارها بسبب الموت الأسود (الطاعون) في القرن الرابع عشر ونهب المدينة من قبل تاج أرغون في عام 1423. ثم عادت حظوظ المدينة مع مشاريع البناء الطموحة لريناتو من أنجو، كونت بروفنس، الذي عزز تحصينات المدينة خلال منتصف القرن الخامس عشر. وخلال القرن السادس عشر، استضافت المدينة أسطولًا بحريًا مع القوات المشتركة للتحالف الفرنسي العثماني، ما هدد موانئ وبحرية جنوة والإمبراطورية الرومانية المقدسة.
فقدت مرسيليا جزءًا كبيرًا من سكانها خلال طاعون مرسيليا العظيم في عام 1720، لكن عدد السكان عاد للارتفاع بحلول منتصف القرن. وفي عام 1792 أصبحت المدينة نقطة محورية للثورة الفرنسية، وكانت مكان مولد النشيد الوطني الفرنسي لا مارسييز. سمحت الثورة الصناعية وتأسيس الإمبراطورية الفرنسية خلال القرن التاسع عشر بمزيد من التوسع في المدينة، على الرغم من الاستيلاء عليها وتدميرها بشكل كبير من قبل ألمانيا النازية خلال الحرب العالمية الثانية. وقد أصبحت المدينة منذ ذلك الحين مركزًا رئيسيًا لمجتمعات المهاجرين من المستعمرات الفرنسية السابقة، مثل الجزائر الفرنسية.

## عصور ما قبل التاريخ
سكن البشر مرسيليا وضواحيها منذ ما يقرب من 30000 عام: وجدت لوحات كهوف من العصر الحجري القديم في كهف كوسكير تحت الماء بالقرب من جون (خليج صغير) مورجو يعود تاريخها إلى ما بين 27000 و19000 قبل الميلاد؛ وقد كشفت الحفريات الأخيرة بالقرب من محطة السكة الحديد عن مساكن من الطوب من العصر الحجري الحديث منذ نحو 6000 قبل الميلاد.